# Jeremía Recoba
Jeremía Alexandre Recoba Perrone (Como, 8 ottobre 2003) è una calciatore uruguaiano, centrocampista del Las Palmas.

## Biografia
È figlio di Álvaro Recoba.

## Caratteristiche tecniche
Gioca come centrocampista offensivo.

## Carriera
Nato a Como nel periodo in cui il padre Álvaro giocava nell'Inter, Jeremía Recoba ha iniziato la sua carriera calcistica nel Danubio, per poi passare al Nacional nel 2021. L'8 settembre 2023 ha firmato il suo primo contratto professionistico ed il 29 ottobre ha debuttato in prima squadra nell'incontro di Copa Uruguay vinto per 4-0 contro il Potencia. Nel 2024 è stato promosso in pianta stabile in prima squadra.

## Statistiche

### Presenze e reti nei club
Statistiche aggiornate al 8 novembre 2024.
| Stagione        | Squadra         | Campionato      | Campionato | Campionato | Coppe nazionali | Coppe nazionali | Coppe nazionali | Coppe continentali | Coppe continentali | Coppe continentali | Altre coppe | Altre coppe | Altre coppe | Totale | Totale | Totale |
| Stagione        | Squadra         | Comp            | Pres       | Reti       | Comp            | Pres            | Reti            | Comp               | Pres               | Reti               | Comp        | Pres        | Reti        | Pres   | Reti   |        |
| --------------- | --------------- | --------------- | ---------- | ---------- | --------------- | --------------- | --------------- | ------------------ | ------------------ | ------------------ | ----------- | ----------- | ----------- | ------ | ------ | ------ |
| 2023            | Nacional        | PD              | 0          | 0          | CU              | 1               | 0               |                    | -                  | -                  |             | -           | -           | 1      | 0      |        |
| 2024            | Nacional        | PD              | 27         | 5          | CU              | 2               | 0               | CL                 | 10                 | 1                  |             | -           | -           | 39     | 6      |        |
| Totale carriera | Totale carriera | Totale carriera | 27         | 5          |                 | 3               | 0               |                    | 10                 | 1                  |             | -           | -           | 40     | 6      |        |

## Palmarès
- Supercopa Uruguaya: 1

Nacional: 2025